# إفريقية

مقاطعة Africa الرومانية (بالأحمر) في عام 125 م بعد أن ضم الرومان مملكة نوميديا إليها التي توافق منطقة إفريقية خلال الفتح الإسلامي والتي منها اشتُق الاسم العربي

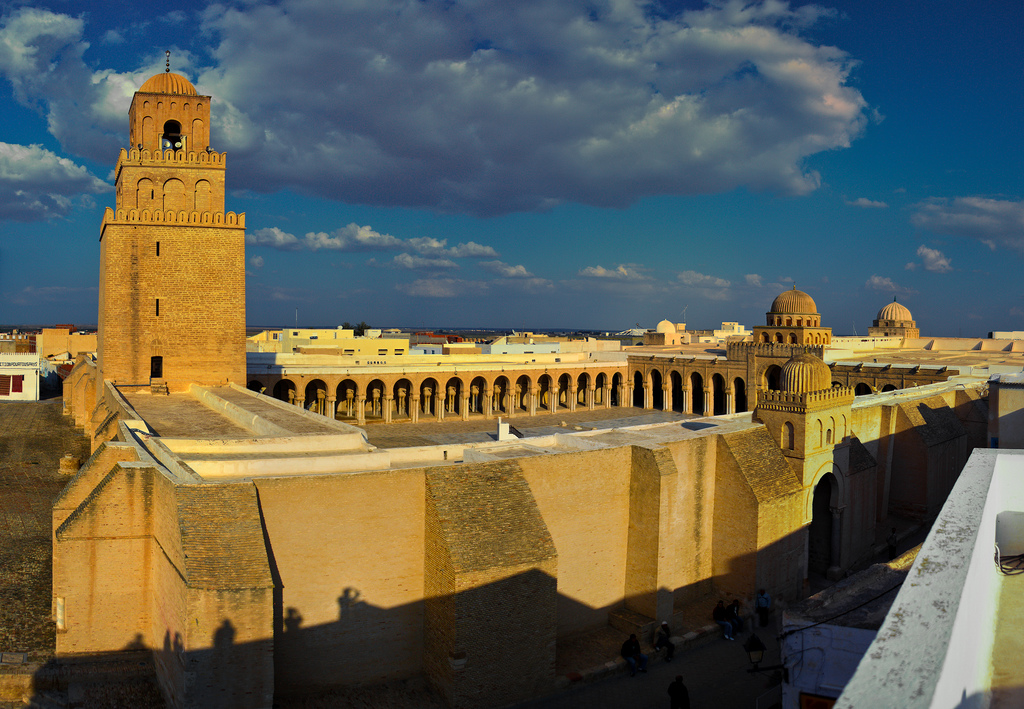
القيروان أولى المدن المشيدة في إفريقية والمغرب عامة بعد الفتح الإسلامي.

إفريقية أو المغرب الأدنى هي منطقة جغرافية تاريخية تضم أجزاء من شمال إفريقيا التي تشمل في العصر الحديث تونس و أجزاء من ليبيا و الجزائر، والتي شكلت ولاية تابعة للدولة الإسلامية إبّان الفتح الإسلامي للمغرب. وهي، إلى حد ما، نفسها المناطق التي كانت في ما سبق تشكل مقاطعة إفريقية الرومانية (باللاتينية: Africa Proconsularis).
حدود هذه المنطقة التي يوردها الجغرافيون والمؤرخون العرب المسلمون ليست دائما متطابقة ولكنها حاليا تشمل تونس وشمال شرق الجزائر (قسنطينة) وشمال غرب ليبيا (إقليم طرابلس) ومركزها القيروان. من الدول التي حكمت هذه المنطقة دولة الأغالبة ودولة الموحدون والفاطميون وبنو غانية وبنو حماد. كانت سيطرة هذه الدول متفاوتة ومتغيرة، ففي بعض الأحيان حكمت هذه الدول كل إفريقية وفي أحيان أخرى حكمت أجزاءً منها فقط.

## تاريخ
إفريقية هي الجزء الشرقي من المغرب العربي الإسلامي، لذلك أطلق عليها عدد من المؤرخين المعاصرين اسم «بلاد البربر» الشرقية. ومما لا مجال للشك فيه، مهما يكن مذهب المؤلفين العرب في هذا الموضوع، أن لفظة «إفريقية» مقتبسة من الكلمة اللاتينية «أفريكا» (Africa). فالكشف عن أصل الكلمة العربية يرجع إذن في نهاية الأمر إلى أصل لاتيني لا يزال يتحدى فطنة الباحثين منذ أقدم العصور إلي يومنا الحاضر. وإنه من الثابت أن لفظة أفريكا وغيرها من الصيغ الأخرى المشتقة من الجذر اللغوي «آفر» (ج. أفري)(Afer,pl.Afri) قد وردت في المصادر اللاتينية القديمة قبل سقوط قرطاج بوقت طويل، ونعلم بالخصوص أن سقيبيون الأكبر (235 - 183 ق.م) قد منح بعد انتصاره على حنبعل في واقعة معركة زاما (سنة 202) لقب الإفريقي (Africanus)، وقد ورد ذكر الصفة «إفريقي» (Africus) عدّة مرات في عهد سابق لسقوط قرطاج (سنة 146 ق.م)، وقد ألحقت روما بعد ذلك أراضي قرطاج وسمتها «المقاطعة الإفريقية» (Provincia Africa) أو «الإفريقية» (Africa) بإضمار الاسم الموصوف (انظر جزال (Gsell)، التاريخ القديم: ج7، ص 2). وهذه المقاطعة الإفريقية (Provincia Africa) كانت موطن الأفارقة (Afri)، وهي التسمية التي كانت مقصورة في أول الأمر على السكان الأصليين الموجودين على أراضي قرطاج - بل وقد حصل أحيانا الفصل والمقابلة بين هذه التسمية وتسمية البونيين (Poeni) أو القرطاجيين (Cathaginienses) - قبل أن تشمل أيضا في خاتمة الأمر هؤلاء القرطاجيين أنفسهم، كما نستنتج ذلك من اللقب الممنوح لقاهر حنبعل. فهذه هي المعطيات الثابتة التي نملكها بخصوص هذا الموضوع.
لا توجد أيّ معلومات ثابتة على نحو يقيني ومسلًّم به بإجماع الباحثين. وقد كان «هنري فورنال» (h.founel) سنة 1875 يعلن في غير مواربة: «لا أتردد في التأكيد أننا نجهل ذلك تماما» (البربر Brebres، ج1، ص 32), وبعد مرور بضعة عقود من السنين يأتي ستيفان قزال (s.gsell) فيقول في صيغة الاعتراف «من الأفضل الإقرار بجهلنا بخصوص أصل هذه الكلمة»، على أن الكثير من النظريات والتفسيرات المتفاوتة من حيث البراعة والقدرة على الإقناع قد جازف بعضهم بتقديمها طوال الفترة الممتدة من العصور القديمة إلى عصرنا الحاضر. ويمكن تصنيف هذه النظريات في قسمين كبيرين:
- الاشتقاقات الأسطورية

لقد اقترحت منذ أقدم العصور عدّة نظريات تقوم كلها على أساس أسطورة الانتساب إلى أصل جوهر إلهي أو بطولي خرافي من نوع ما كان سائدا لدى الأقدمين. وعلى هذا الأساس فإن أفريكا تكون موطن أولاد «آفر» (afer)، وهو ابن «الأميرة ليبيا» (libye) التي كانت أصيلة البلاد، أو إحدى بنات الاله «جوبيتار» أو الاله «نبتون» أو «إيبافوس» (Epaphus) (دافزاك davzac، إفريقيا، ج 4) أو هو ابن هرقل ليبيا، أو ابن كرونوس وفيليرا (conos et philyra)، أو ابن إبراهيم وستورة، أو حفيد إبراهيم وقائد حملة حربية، بليبيا، إلخ.
أما العرب الذين كانوا لا يجهلون تماما هذه الأساطير التي كانت شائعة فيما يبدو بالبلاد التي فتحوها، فإنّهم لم يكونوا أقل إغراقا في الخيال. لذلك نراهم يتبنون في الغالب نوعا من التفسير متأثرا من ناحية بالأساطير القديمة ومنقولا من ناحية أخرى عن الأنموذج الذي اعتمدوه في تفسير وجود الجنس العربي، أي بالرجوع إلى جدّ أول يطلق اسمه على بنيه، وهم يدعونه عادة افريقيس (africus) أو افريقيش في بعض الأحيان، وقد يكون هو الذي تسمّى باسمه الإفريقيون وبلادهم إفريقية. وهذا التفسير الذي تبناه فيما بعد، مع بعض الفروق في الرواية، غالب رواة الأخبار والجغرافيين العرب يمثل في الواقع رواية واحدة، وهي التي نقلها ونشرها هشام بن محمد الكلبي (المتوفى فيما بين سنتي 204 و206هـ/819 و821 م).
ولا بدّ مع ذلك من أن نسجّل أن ابن عبد الحكم (187هـ - 257هـ/803 - 871م) الذي ينتمي إلى أسرة من الفقهاء والمحدّثين الثقاة، والذي ندين له بأقدم مصدر مكتوب عن تاريخ فتح إفريقية قد تعمّد فيما يبدو إغفال ذكر هذا التفسير في كتابه، ذلك أن ابن الكلبي لا يعدّ من أهل الثقة عند كبار الرواة والمحدّثين. أما ابن خلدون المشهور بروحه النقدية فهو لا ينقل لنا هذا التفسير في مقدمته (ص16) إلاّ باعتباره مثالا «للأخبار الواهية» التي كانت كتب سابقيه محشوة بها. وعندما يعود ابن خلدون إلى ذكر هذه الرواية  فهو يكتفي بنقلها دون تحمل مسؤوليتها، أو يبدي بشأنها احترازا واضحا. ولا حاجة إلى التأكيد أن إفريقيس أو إفريقيش هذا يقدم إلينا دوما من قبل الإخباريين العرب باعتباره بطلا عربيا محضا. وهم يربطون دائما من قريب أو بعيد تاريخ البطل بجذور البربر وما يحيط بأصلهم من غموض. والعرب في الغالب يعتبرون البربر مشارقة كنعانيين أو حميريّين في الأصل. وهم يذكرون لنا النسب الكامل لإفريقيس مع بعض الفروق في الروايات، ويؤكدون أنه كان من كبار ملوك اليمن في عهد سليمان الحكيم، وأنه فتح فيما يبدو بلاد المغرب وأطلق عليها اسمه وركز فيها بعض قبائل جنوب الجزيرة العربية فاستقرت بها. ويذكر البلاذري (المتوفى حوالي سنة 279هـ/892 م) نقلا عن هشام بن محمد الكلبي أنّ اسمه إفريقيس بن قيس بن صيفي الحميري، ونجد النسب نفسه عند ابن خلدون. لكننا نجد له أيضا عدة أنساب أخرى ونرى من بين ذلك من يسميه أحيانا إفريقيس بن أبرهة بن الرائش. ويورد الإخباريون العرب رواية أخرى من النوع الأسطوري أيضا يصبح فيها البطل الذي أطلق اسمه على إفريقية ينحدر من سلالة الأنبياء المذكورين في أسفار التوراة. وتفيد هذه الرواية التي نجد فيها صدى للأسطورة اليونانية اليهودية التي ينقلها جوزاف (Josèphe) تيسو Tissot،  أن هذا البطل هو فيما يبدو إفريق (Aphera) ابن إبراهيم الخليل من زوجه الثانية فاتوراء (Cethura)  أو أنه فارق بن بيصر بن حام بن نوح  ويذكر ابن أبي دينار  أنسابا أخرى لهذا البطل تعتمد أيضا على سلالات التوراة.

## الاشتقاقات اللغويّة
أورد كل من البيروني (المتوفّى سنة 442هـ/1050 م)، فيما نقل عنه ياقوت (ج1، ص 228)، والزبيدي (تاج العروس، ج 46، ص 7)، وابن أبي دينار (المؤنس، ص 19) تفاسير أخرى بالرجوع إلى الجذر اللغوي العربي (ف ر ق بمعنى فصل) الموجود في لفظة إفريقية.وقد ذكروا لنا أنّ إفريقية سمّيت كذلك لأنها «فرقت بين مصر والمغرب». أما في نظر الحسن بن محمد الوزّان الفاسي المعروف بليون الإفريقي (Léon L'Africain) فقد سُمّيت كذلك لأنها مفصولة عن أوروبا وجزء من آسيا بالبحر المتوسط.
وقد وضعت كثير من الاشتقاقات الأخرى بالرجوع دائما إلى الجذر اللغوي، أورد بعضها المؤلفون القدامى، واقترح بعضها الباحثون المعاصرون، وهي مستمدة من أصل لاتيني أو يوناني أو سامي، فقد رجعوا بأصل اسم افريكا (Africa) إلى اللفظ اللاّتيني (Aprica) (بمعنى الساخنة) وهو الاشتقاق الذي ذكره إيزيدور (Isidore). وسرفيوس (Servius)، (تيسو Tissot ، كما أشار إلى ذلك الاشتقاق أيضا المؤرخ ابن أبي دينار الذي اعتبر اللفظ اللاّتيني بمثابة جذر لغوي عربي فكتب يقول: «قال ابن الشباط ناقلا عن بعض المصادر أنّ إفريقية كانت تسمى أبريقة (apika)، وهي كلمة مشتقة من البريق، لصفاء سمائها من السحب».، كما رجعوا بأصل الاسم إلى الكلمة اليونانية (a-phike) أي دون برد  أو بالخصوص إلى الجذر اللغوي السامي (ف ر ق)، فالباحث الأول وهو م. دافزاك (m.d avezac) بدأ بالإشارة إلى أن بعضهم قد سعى إلى أن يجد في كلمة إفريقية معنى «الأرض الخصبة بالسنابل، أو بلاد النخيل، أو المنطقة المغبرة، أو الإقليم المتفرق المشتت، أو أرض برقة». ثم أضاف يقول:«لكن كم تبدو هذه الافتراضات متكلفة متصنعة بالقياس إلى ما كان أكده سويداس (suidas) بكل بساطة عندما أعلن أن إفريقيا هي الاسم القديم لقرطاج نفسها...». أما معنى الاشتقاق اللّغوي لهذه التسمية القديمة، فنجده في لغة قرطاج نفسها تمدنا به بكل بساطة وطبيعية إذ تشير في كلمة إفريقه (afriqah) إلى مركز منفصل أو مستعمرة لقاعدة صور. وجاء العرب فاستعملوا اشتقاقا قياسيا وسموا الأرض التي تنتسب إلى إفريقه العتيقة «إفريقية». وهذا التأويل الذي تبناه دي سلان (de slanc) ورفضه كل من فورنال (founel) وتيسو (tissot) وقزال (gsell)، يصطدم بعقبتين رئيسيتين:
أ - فإنه ليس من الثابت مطلقا أن قرطاج قد كانت تسّمت باسم «إفريقية» في العصور القديمة. فالشهادة المنفردة التي قدمها سويداس في هذا الباب إنما هي شهادة كاتب متأخر (من القرن التاسع والعاشر) لا يثق به الكثير من الباحثين. فكلامه إذن لا ينهض دليلا حاسما.
ب - ومن ناحية أخرى، وبالإضافة إلى عقبات الاشتقاق، فان كلمة آفر (Afer) ومشتقاتها - وهي ألفاظ غير لاتينية دون شك - لم يُعثر عليها في أي نقش كتابي بوني، لا في عهد جزال، ولا حتى في أيامنا الحاضرة.
حينئذ لجيء بطبيعة الحال إلى التفكير في ألوان أخرى من الاشتقاق بالاعتماد على اللغة البربرية: انطلاقا من كلمة آفري (مغارة) أو من إفران أو بالخصوص من اسم قبيلة أوريغة. وقد تقدم بفكرة هذا الاشتقاق لأول مرة الباحث كارات (Carette) مستوحيا إياه من اشتقاق كلمة ليبيا المتداولة عند اليونان والتي أطلقت في بادئ الأمر على بلاد قبائل ليبو (Lebou) أو اللواتة. وقد كتب عن أصل كلمة أفريكا، ناسجا على منوال المثال السابق فقال: "كانت هذه الكلمة بالنسبة إلى المعمرين الفينيقيين بقرطاج مثلما كانت كلمة ليبيا عند المعمّرين اليونان بقريني (Cyrène) أي تسمية مقتبسة من الشعب الذي يحصل أول اتصال به وهي تسمية تكون قد وُضعت بعدُ في نطاق تقاليد البلاد. بل إن تسمية أفريكا قد سبقت تسمية ليبيا مثلما كان انتصاب القرطاجيين سابقا لارتكاز القرينيين". وبعد أن أضاف كارات أن "هذا الاشتقاق في تسمية إفريقيا لا يقوم على أساس وثائق" وأنه يعتبره مع ذلك اشتقاقا "محتملا" حاول أن يثبت، لتحميل بعض الدلائل الضعيفة أكثر مما تحمل، أن قبائل أوريغة كانت تسكن، حسب المفروض وفي أقدم العصور، البلاد التي أصبحت تحتلها دولة قرطاج. وفي عهد حكم هذه الدولة قضي، فيما يبدو، على قبيلة أوريغة هذه وتشتّتت، باستثناء الهوارة، وهم بطن منها...". وقد رجع إلى القول بهذا التفسير وإلى تبنّيه كل من فيفيان دي سان مارتان (Vivien de Saint Martin) وتيسو (Tissot) اللذين يريان أن الأوريغة هم الأفارقة أنفسهم الذين ذكرهم الجغرافيون العرب، ونفس "الايفوراكس" (Ifuraces) والذين يتحدث عنهم كوريبوس (Corippus). ونحن نعلم اليوم أن الجمع بين كل هذه المسميات في هوية واحدة هو من قبيل المجازفة. هذا وإن تأويلات كارات (carette) ليس لها من أساس سوى بعض الافتراضات الواهية. وإذ لم نظفر بأي تفسير ثابت يقيني في هذا الباب، وإذا ما أبينا النسج على منوال فورنال أو جزال في التزام جانب الحكمة والإقرار بجهلنا، فقد يكون الافتراض الأبعد عن المجازفة والخطإ هو القول بأن لفظ أفريكا (إفريقية) مشتق من الجذر اللغوي السامي (ف ر ق). وفعلا فإنه لا يمكن أن يكون الرومان قد وجدوا هذا اللفظ في لغتهم ذاتها ولا أن يكونوا اقتبسوه عن اليونان - الذين كانوا يطلقون على إفريقيا اسم ليبيا - فلا يبقى إذن من احتمال آخر سوى أنهم تلقوه من أسلافهم البونيّين الذين أورثوهم البلاد بعد أن دارت عليهم دائرة الحرب والسلاح. وفعلا فإن عبارة البلاد الإفريقية (terra Africa) أو المقاطعة الإفريقية (povincia Africa) - وهي ما عرف عند العرب بافريقية - أطلقت في أول الأمر على الأرض التي انتزعت من قرطاج وأدخلت في حكم روما.
هذه هي الحقيقة الوحيدة التي أثبتت على نحو لا يدع مجالا للشك أو النزاع. ويوجد بعض التردد في النطق بكلمة إفريقية. وهو ناشئ عن عدم ضبط الحركات في الكتابة العربية. فبعض أصحاب المعاجم يوردون اللفظة دون حركات ولا يضبطون طريقة نطقها للقارئ. أما عند ابن دريد  فإن الكلمة قد ضبطت بصيغة:«إفريقيّة» بتشديد الياء. ولا ندري هل القائم بضبط حركات هذه الصيغة هو مؤلف الكتاب أو ناشره؟ ويؤكد ابن منظور  أنه ينبغي أن ننطقها «مخففة الياء»، ويذهب الزبيدي  المذهب نفسه فيذكر لنا أنه يجب قراءتها «بالكسر... وهي مخففة». ويضيف هذان المؤلفان أن جمع إفريقية هو أفاريق ويستشهدان ببيتين للشاعر الأحوص لا نرى فيهما دليلا قاطعا. أما ابن أبي دينار فهو يرسم الكلمة بصيغة إفريقيا تارة (كما ورد في العنوان مثلا) وبصيغة إفريقية طورا.
أما اليوم فإن الاستعمال الغالب شيئا فشيئا هو أن يطلق اسم إفريقيا على القارة بأكملها، وتخصص صيغة إفريقية لتسمية المنطقة الترابية العربية الإسلاميّة التي كانت تحمل هذا الاسم في العصر الوسيط.

## حدود إفريقية
يكتنف حدود هذه المنطقة الترابية غموض شديد. فالمعطيات التي يوردها مختلف الجغرافيين والمؤرخين العرب المسلمين ليست دائما متطابقة، ومن المؤكد أن الحدود الثابتة لافريقية لم تكن في أذهانهم واضحة تمام الوضوح. وبوجه عام فإن إفريقية كانت بالنسبة إلى مؤرخي الفتح الأول تطابق المنطقة التي كان يحكمها البطريق غريغوريوس (أو جرجير) وكانت سلطته تمتدّ مبدئيا من طرابلس إلى طنجة (ابن عبد الحكم المتوفى سنة 257هـ/871 م،  والبلاذري المتوفى سنة 279هـ/892 م. على أننا نرى البلاذري، قبل ذلك بصفحة، ينقل قول عمرو بن العاص من كتاب له موجّه إلى عمر بن الخطّاب: «بلغنا طرابلس وهي مدينة بينها وبين إفريقية مسيرة عشرة أيام». أما في رأي الورّاق (القرن الرابع الهجري/العاشر الميلادي)، وهو أحد مصادر البكري  فإن «حدود إفريقية تمتد طولا من برقة في الشرق إلى طنجة الخضراء المسماة أيضا موريتانيا في الغرب). أما عرضا فإن هذه الحدود تمتد من البحر إلى الرمال التي هي أول بلاد السودان».
وهكذا فإن «إفريقية» كانت في نظر كلّ هؤلاء المؤلفين تشمل كامل المغرب العربي الإسلامي تقريبا. وقد طرأ على هذا المفهوم تدريجيا شيء من التعديل والدقة عند بعض المؤرخين الاخرين على نحو يقابل التقلبات السياسية التي حدثت بالبلاد على وجه الخصوص.
فالجغرافي «ابن خرداذبه» (المتوفى سنة 300هـ/913 م) الذي يقسم العالم المعمور إلى أربعة أقسام، يختار استعمال الاسم الذي اصطلح عليه اليونان في تسمية القارة الإفريقية فيسميها لوبية (ليبيا)، ويدخل في نطاقها مصر والحبشة وبلاد البربر وغيرها. وهو يخصص لفظ إفريقية ليطلقها على إمارة الأغالبة ويذكر أهم المدن فيها.[محل شك] وإنا لنشاهد هذه النزعة في حصر إفريقية ذاتها، على أقصى ما بلغته من اتساع، في حدود المملكة التي حكمها الأغالبة عند معظم الجغرافيين (ابن الفقيه [المتوفى حوالي سنة 290هـ/903م، البلدان ص 30 - 31, الاصطخري [المتوفى حوالي سنة 350هـ/961م، المسالك، ص 33 ياقوت [المتوفّى سنة 626هـ/1229م، ج1، ص 228، المراكشي [المتوفّى حوالي سنة 647هـ/1249م المعجب، ص 273، 433, 42). وقد كانت هذه المملكة تبدأ من شرق بجاية وتمتد حتى تقف على بعض فراسخ من برقة.
هذا في حين يرى سحنون (المتوفى سنة 240هـ/855م) أن حدود إفريقية كانت تمتد من طرابلس إلى طبنة (حسب الداودي، الأموال، ضمن مزائج (MélangesM). أما المقدسي (المتوفى سنة 375هـ/985م) فإنّ «أوّل ما يعترضك عند خروجك من مصر كورة برقة، تليها إفريقية، ثم كور تاهرت وسجلماسة وفاس، ثم السوس الأقصى» (أحسن التقاسيم، ص 4 - 5, وهو يذكر من بين مدن إفريقية جزيرة بني مزغنة (أو بني مزغنة، أي الجزائر حاليا) وماتيجة (أي المتيجة) وآشير، وهذه مناطق لم تكن خاضعة لسلطان الأغالبة. ولنذكر في آخر هذا العرض أن ياقوت يحدّها غربا - حسب ما يراه البعض - ببجاية أو بمليانة، في حين يذكر ابن أبي دينار أن كلمة إفريقية لم تعد تطلق في عصره (أي في أواخر القرن السابع عشر) إلاّ على سهل مجردة حتى مدينة باجة. ولا يزال هذا المعنى مستعملا إلى اليوم في لغة أهل البادية بالبلاد التونسية.
وجملة القول أنّه قد تُوسّع أحيانا في معنى إفريقية حتى شملت كامل بلاد المغرب العربي كما جرى اعتبارها في بعض الأحيان الأخرى منطقة جغرافية قائمة بذاتها. ويمكن أن نقول إن الرقعة الجغرافية لافريقية كانت تشمل أساسا رقعتي البروقنصلية والمزاق (Byzacène) اللتين تكونان النواة الأصلية فيها، وتضاف إليهما عرضا واستطرادا مقاطعات طرابلس، ومملكة نوميديا الأوراس، بل وجزء من نوميديا السطيفية أحيانا. وقد كان يركّب على هذا المفهوم الجغرافي مفهوم آخر إداري. وبهذا الوجه فإن الاخباريين كانوا يذهبون في كتاباتهم إلى إطلاق اسم إفريقية على الرقعة الترابية التي كان مرجع حكمها في العصر الوسيط مركزا بالتداول في قاعدة القيروان ثم المهدية ثم تونس، وقد كانت هذه الرقعة تتسع وتضيق بحسب ظروف التاريخ وتقلباته. لذلك كان استعمال لفظ إفريقية محاطا في غالب الأحيان بقدر كبير من الغموض، فلم يكن معناه يتضح ويستقيم إلاّ في ضوء السياق المقصود والفترة التاريخية المعيّنة.

## أعلام
- ست الملك
- ابن حيون